# 苗苗 (运动员)
苗苗（1981年1月14日—），生于中国天津，澳大利亚乒乓球运动员。

## 生平
苗苗曾代表澳大利亚参加了悉尼、雅典、北京和伦敦四届奥林匹克运动会。她最好的奥运会成绩是在悉尼奥运会上进入女子双打四分之一决赛。2006年，在墨尔本举行的英联邦运动会中，获得团体银牌，并和洪剑芳一起获得双打铜牌。当她还是一个孩子的时候，她的父母移民到了波兰，然后又到了澳大利亚。在2008年北京奥运会的时候，她是澳大利亚排名最高的乒乓球运动员。
苗苗是右手横拍，快攻型选手（身高：1.62米）。她在父亲（苗仓生）的指导下训练乒乓球。她父亲曾是中国的知名乒乓球教练，在1994年曾执教波兰女子乒乓球队。1996年，苗苗荣获波兰女子双打的冠军。然后在1997年，随父亲一起移民澳大利亚。当她第一次到澳大利亚时，苗苗还是一个15岁的少女。但她迅速变成为了澳大利亚的顶级乒乓球运动员。 苗苗先在澳大利亚少年赛中荣获单打，双打和混双的冠军，随后又在澳大利亚成人赛中获得单打冠军。除此之外，她还在澳大利亚和海外赢得了一系列其他奖项。苗苗还代表澳大利亚连续参加了2000年、2004年、2008年和2012年的四届奥运会。
苗苗的父亲曾是一名优秀的乒乓球运动员和教练，母亲曾是中国短跑运动员。苗苗会说汉语、英语少量粵語和波兰语以上语言。